# Дрезденская высшая школа музыки имени Карла Марии фон Вебера
Дрезденская высшая школа музыки имени Карла Марии фон Вебера (нем. Hochschule für Musik Carl Maria von Weber Dresden) — государственная консерватория, расположенная в Дрездене.

## История
Частная консерватория существовала в Дрездене с 1856 года, когда первое учебное заведение такого рода открыл Фридрих Трёстлер; к общему музыкальному руководству им был привлечён также дрезденский капельмейстер Карл Готлиб Райсигер. В 1859 г. консерватория перешла в собственность Фридриха Пудора, успешно руководившего ею почти три десятка лет и добившегося присвоения ей в 1881 году звания Королевской. В 1887 г. консерваторию возглавил сын Пудора Генрих, однако его позиция, заключавшаяся в опоре исключительно на немецкую музыку, встретила резкое сопротивление музыкальной общественности, и в 1890 г. он продал заведение профессору консерватории Ойгену Кранцу. Кранц плодотворно управлял консерваторией, доведя к 1895 году численность студентов до 1000 человек, а численность преподавательского состава — до 100 специалистов. После смерти Кранца в 1898 году консерваторией, известной как Консерватория Кранца (нем. Krantzsches Konservatorium), руководил его старший сын Иоганнес Кранц (1870—1932) при поддержке своего брата Курта Кранца (1874—1942) и дирижёра Курта Хёфеля, после смерти Иоганнеса Кранца консерватория перешла в собственность государства. Музыкальным руководителем консерватории в начале 1920-х гг. был Георг Вилле, затем в 1924—1933 гг. Пауль Бютнер, а в последние годы — Вальтер Майер-Гизов. Конец консерватории Кранца положила бомбардировка Дрездена в конце Второй мировой войны.
Нынешнее учебное заведение было основано в ГДР в качестве государственного в 1952 году. В 1959 году оно получило имя Карла Марии фон Вебера. В 1993 году в составе школы образован институт музыкознания, в состав которого вошёл архив Генриха Шютца, основанный пятью годами ранее музыковедом Вольфрамом Штойде.

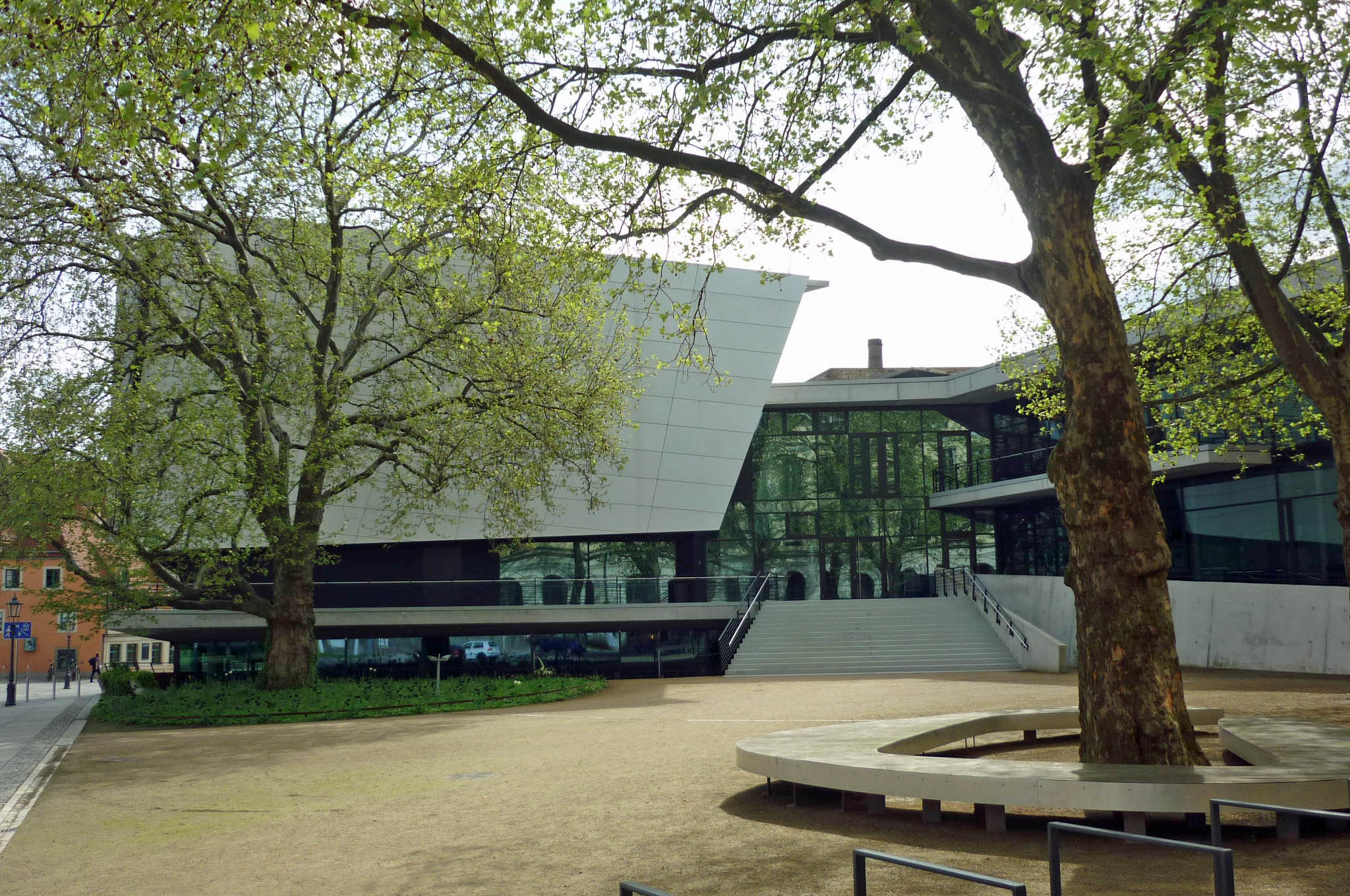
Концертный зал Высшей школы музыки

## Ректоры
- Карл Лаукс (1952—1963)
- Ханс Георг Ускорайт (1963—1968)
- Зигфрид Кёлер (1968—1980)
- Макс Герд Шёнфельдер (1980—1984)
- Дитер Ян (1984—1990)
- Моника Райтель (1990—1991, исполняющая обязанности)
- Вильфрид Кречмар (1991—2003)
- Штефан Гис (2003—2010)
- Эккехард Клемм (2010—2015)
- Юдит Шинкер (2015—2019)
- Аксель Кёлер (с 2019 г.)

## Известные преподаватели
- Олаф Бер
- Йорг Петер Вайгле
- Амадей Веберзинке
- Гюнтер Зоммер
- Игорь Малиновский
- Аглая Оргени
- Петер Рёзель
- Джон Холлоуэй
- Удо Циммерман
- Жанна Ю

## Известные выпускники
- Винфрид Апель
- Херберт Кегель
- Карола Носсек
- Рене Папе
- Отто Таубман
- Иоганнес Фрич
- Франц фон Эккерт